# Shakshukowshee Island
Shakshukowshee Island – niezamieszkana wyspa w zatoce Cumberland, w regionie Qikiqtaaluk, na terytorium Nunavut, w Kanadzie.
W pobliżu Shakshukowshee Island położone są wyspy: Shakshukuk Island, Maktaktujanak Island, Kangigutsak Island, Opingivik Island, Nimigen Island, Aupaluktut Island, Utsusivik Island, Nuvujen Island i Kudjak Island.